# Nash (remorqueur)
Pour les articles homonymes, voir Nash.
Le Nash (anciennement Major Elisha K. Henson) est un remorqueur de mer de la Seconde Guerre mondiale construit en 1943 au chantier naval Jacobsen à Oyster Bay (État de New York). Il est exposé en tant que navire musée au H. Lee White Marine Museum (en) à Oswego. 

## Historique
Initialement nommé Major Elisha K. Henson (LT-5), il a été rebaptisé John F. Nash en 1946 par le Corps du génie de l'armée des États-Unis. À la date de 1992, lors de son inscription en tant que National Historic Landmark (monument historique national), le LT-5 était considéré comme le dernier navire fonctionnel de l'U.S. Army à avoir participé au débarquement en Normandie ; mais un autre a aussi survécu le Ludington exposé en tant que navire musée à Kewaunee dans le Wisconsin.
Le LT-5 a navigué vers la Grande-Bretagne en février 1944 en prévision de l'Opération Overlord, l'invasion alliée prévue en Europe. Le 6 juin 1944, le LT-5 appareille pour la Normandie avec deux barges dans le cadre de l'Opération Mulberry, en soutien à Overlord. Sous le feu, le remorqueur a transporté des fournitures vers les plages du débarquement pour le mois suivant, abattant un avion de chasse allemand le 9 juin.
Après la guerre, le LT-5 est retourné aux États-Unis. Affecté au district de Buffalo de l'US Army Corps of Engineers en mai 1946, et a été rebaptisé John F. Nash. Nash était l'ingénieur principal et l'assistant civil en chef du district de Buffalo pour la période de 1932 à 1941. De 1946 à 1989, Nash a servi la région des Grands Lacs inférieurs en aidant à l'entretien des ports et des projets de construction qui comprenaient la Voie maritime du Saint-Laurent dans le années 1950.

## Préservation
Le remorqueur a été en grande partie restauré dans sa configuration d'origine par le H. Lee White Marine Museum (en) à Oswego, où il est actuellement exposé. Les visites sont disponibles de la mi-mai à la fin septembre.

## Galerie

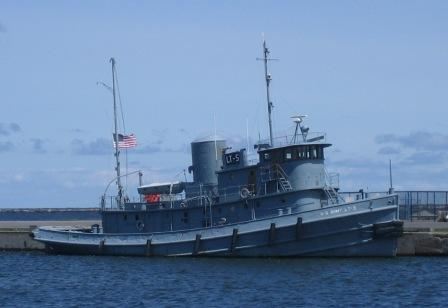
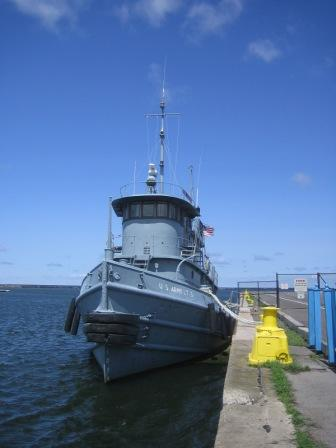